# Taras Szamszoryk
Taras Michajławicz Szamszoryk (biał. Тарас Міхайлавіч Шамшорык, ros. Тарас Николаевич Шамшорик, Taras Nikołajewicz Szamszorik; ur. 21 października 1976) – białoruski piłkarz występujący na pozycji pomocnika.